# 大庙镇 (赤峰市)
大庙镇，是中华人民共和国内蒙古自治区赤峰市松山区下辖的一个乡镇级行政单位。

## 行政区划
大庙镇下辖以下地区：
大庙村、二河起村、桥头村、公主陵村、韩家营子村、广庆隆村、吴家营子村、艾苏卜村、圣佛庙村、马架子村、李家营子村、小庙子村、刘家营子村、喇嘛营子村、孙家营子村、徐家窝铺村、天益隆村、和平营子村和团结营子村。